# Свен Тумба
Свен Олоф Гунар Јохансон (швед. Sven Olof Gunnar Johansson; Стокхолм 27. август 1931 — 1. октобар 2011, Стокхолм) био је један од најсвестранијих шведски спортиста свих времена. Током каријере активно је играо хокеј на леду и фудбал, а касније и голф, а такође је био и вишеструки првак Шведске у скијању на води.
Осмоструки је првак Шведске у хокеју на леду са ХК Јургорденом, док је са репрезентацијом у три наврата освајао титуле светског првака, сребри и бронзани са ЗОИ 1952. и ЗОИ 1964. године. Изумитељ је хокејашке кациге.
Са фудбалским клубом Јургорден освојио је националну титулу 1959, а одиграо је и једну утакмицу за фудбалску репрезентацију своје земље. Сматра се једним од најутицајнијих голфера у Шведској, али и „оцем“ Совјетског голфа.
Иако је рођен под презименом Јохансон, Свен је током целе каријере био познат по надимку „Тумба“ који је добио по имену градића у којем је одрастао недалеко од Стокхолма. Године 1965. и службено је променио презиме у Тумба.
Са супругом Моном, са којом се венчао у октобру 1960. имао је 4 сина. По окончању спортске каријере углавном је живео у Вест Палм Бичу на Флориди. Преминуо је 1. октобра 2011. у болници у Стокхолму у осамдесетој години од последица инфекције кука након операције.

## Хокејашка каријера
Тумба је активно играо хокеј на леду у периоду од 1950. до 1966, и током целе играчке каријере наступао је за екипу Јургордена у шведској елитној лиги. За то време чак 8 пута је освајао титуле националног првака (1954, 1955, 1958, 1959, 1960, 1961, 1962, 1963), а три пута је проглашаван за најбољег стрелца турнира. Њему у част, екипа Јургордена је повукла из употребе дрес са бројем 5 који је носио током целе каријере.
За сениорску репрезентацију Шведске наступао је на 14 светских првенстава и на 4 Зимске олимпијске игре. За то време је на светским првенствима освојио укупно 7 медаља, по три златне и бронзане и једну сребрну, а проглашаван је и за најбољег нападача на светским првенствима 1957. и 1962. године. Власник је бронзане олимпијске медаље са ЗОИ 1952, и сребра из Инзбрука 1964. године (проглашен и за најбољег стрелца олимпијског турнира те године). У више наврата обављао је функцију капитена националног тима.
На 245 утакмица колико је одиграо за репрезентацију постигао је укупно 186 голова, и најбољи је стрелац свих времена у шведском националном тиму.
Године 1997. постао је чланом Куће славних ИИХФ, а 1999. проглашен је за најбољег шведског хокејаша свих времена (у конкуренцији Петера Форсберга и Матса Сундина.
Био је први хокејаш из Европе који је учествовао на летњем кампу једног НХЛ клуба 1957. у кампу Бостон Бруинса. Иако му је био понуђен уговор за игре у дресу екипе из Бостона, Тумба је тај уговор одбио јер у противном не би имао право наступа у дресу репрезентације.
Године 1955. креирао је прву хокејашку кацигу (СПАПС кацига), а 1957. је на његову иницијативу покренут хокејашки турнир за децу ТВ-пукен.

## Фудбалска каријера
Паралелно са хокејом, Тумба је током летњег дела сезоне играо и фудбал, и током 1950-их наступао је за фудбалски клуб Јургорден са којим је 1959. освојио титулу националног првака.
За фудбалску репрезентацију Шведске одиграо је једну утакмицу, против Норвешке 16. септембра 1956. године.

## Голферска каријера
Тумба се активно бавио и голфом као играч, а креирао је и голферске терене и промовисао тај спорт, како у земљи тако и у иностранству. Сматра се једним од пионира шведског голфа, али и промотером голфа у Совјетском Савезу.
На стоту годишњицу оснивања Шведске голф федерације 2004. Тумба је проглашен за најутицајнију личност у голферској историји те земље.